# FCM Baia Mare
FCM Baia Mare (Fotbal Club Municipal Baia Mare) je rumunský fotbalový klub z Baia Mare. Založen byl roku 1948. Zanikl roku 2010 kvůli finančním těžkostem. V sezoně 2009/2010 hrával klub v soutěži Liga III. Domácím hříštěm je Stadionul Viorel Mateianu (kapacita 15 500), kde v minulosti hostil významné kluby evropského fotbalu jako jsou Real Madrid a Steaua Bukurešť. V roce 2012 byl znovu založen pod názvem FCM Baia Mare.
Klub FC Maramureș Universitar Baia Mare, který byl založen v létě roku 2010 a zanikl v roce 2013 nemá nic společného s původním klubem FC Baia Mare, i když v minulosti tento název používali.

## Bývalé názvy
- CSM Baia Mare (1948–50)
- Metalul Baia Mare (1950–56)
- Energia Trustul Miner Baia Mare (1956–57)
- Minerul Baia Mare (1957–58)
- CSM Baia Mare (1958–62)
- Minerul Baia Mare (1962–75)
- FC Baia Mare (1975–85)
- FC Maramureș Baia Mare (1985–98)
- FC Baia Mare (1998-2010)
- FCM Baia Mare (2012-)

## Historie

### Ligová a pohárová historie
| Sezóna  | Liga                | Umístění | Z  | V  | R  | P  | VG | IG | B  | Pohár       | Evropa                      | Poznámky                                                                                          |
| ------- | ------------------- | -------- | -- | -- | -- | -- | -- | -- | -- | ----------- | --------------------------- | ------------------------------------------------------------------------------------------------- |
| 1948-49 | Divizia B           | 3        | 26 | 14 | 6  | 6  | 59 | 38 | 34 |             |                             |                                                                                                   |
| 1950    | Divizia B           | 6        | 22 | 9  | 3  | 10 | 30 | 36 | 21 | 1. kolo     |                             |                                                                                                   |
| 1951    | Divizia B           | 4        | 22 | 10 | 5  | 7  | 29 | 25 | 25 |             |                             |                                                                                                   |
| 1952    | Divizia B           | 6        | 22 | 7  | 7  | 8  | 29 | 32 | 21 |             |                             |                                                                                                   |
| 1953    | Divizia B           | 13       | 28 | 8  | 6  | 14 | 23 | 37 | 22 | 1. kolo     |                             |                                                                                                   |
| 1954    | Divizia B           | 4        | 24 | 12 | 4  | 8  | 36 | 30 | 28 |             |                             |                                                                                                   |
| 1955    | Divizia B           | 14       | 26 | 8  | 7  | 11 | 31 | 36 | 23 | 1. kolo     |                             | Sestup                                                                                            |
| 1956    | Divizia C           | 1        | 24 | 16 | 3  | 5  | 55 | 26 | 35 |             |                             | Postup                                                                                            |
| 1957-58 | Divizia B           | 4        | 24 | 12 | 7  | 7  | 52 | 50 | 31 |             |                             |                                                                                                   |
| 1958-59 | Divizia B           | 9        | 26 | 10 | 6  | 10 | 43 | 45 | 26 | Finále      |                             |                                                                                                   |
| 1959-60 | Divizia B           | 2        | 26 | 15 | 6  | 5  | 53 | 24 | 36 |             |                             |                                                                                                   |
| 1960-61 | Divizia B           | 2        | 26 | 14 | 6  | 6  | 37 | 22 | 34 |             |                             |                                                                                                   |
| 1961-62 | Divizia B           | 6        | 26 | 13 | 3  | 10 | 39 | 41 | 29 | 2. kolo     |                             |                                                                                                   |
| 1962-63 | Divizia B           | 3        | 26 | 14 | 1  | 11 | 44 | 35 | 29 | Čtvrtfinále |                             |                                                                                                   |
| 1963-64 | Divizia B           | 1        | 26 | 17 | 2  | 7  | 42 | 20 | 36 | 2. kolo     |                             | Postup                                                                                            |
| 1964-65 | Divizia A           | 13       | 26 | 9  | 3  | 14 | 27 | 45 | 21 | 2. kolo     |                             | Sestup                                                                                            |
| 1965-66 | Divizia B           | 2        | 26 | 14 | 7  | 5  | 43 | 20 | 35 | 1. kolo     |                             |                                                                                                   |
| 1966-67 | Divizia B           | 2        | 26 | 16 | 3  | 7  | 37 | 23 | 35 | Čtvrtfinále |                             |                                                                                                   |
| 1967-68 | Divizia B           | 4        | 26 | 11 | 5  | 10 | 30 | 34 | 27 | 1. kolo     |                             |                                                                                                   |
| 1968-69 | Divizia B           | 13       | 30 | 11 | 4  | 15 | 28 | 36 | 29 | 1. kolo     |                             |                                                                                                   |
| 1969-70 | Divizia B           | 3        | 30 | 15 | 6  | 9  | 28 | 14 | 36 |             |                             |                                                                                                   |
| 1970-71 | Divizia B           | 10       | 30 | 12 | 3  | 15 | 44 | 36 | 27 |             |                             |                                                                                                   |
| 1971-72 | Divizia B           | 2        | 30 | 13 | 6  | 11 | 46 | 40 | 32 | 1. kolo     |                             |                                                                                                   |
| 1972-73 | Divizia B           | 4        | 30 | 13 | 6  | 11 | 35 | 26 | 32 |             |                             |                                                                                                   |
| 1973-74 | Divizia B           | 5        | 34 | 14 | 7  | 13 | 45 | 36 | 35 | 2. kolo     |                             |                                                                                                   |
| 1974-75 | Divizia B           | 3        | 34 | 16 | 9  | 9  | 53 | 31 | 41 |             |                             |                                                                                                   |
| 1975-76 | Divizia B           | 3        | 34 | 17 | 5  | 12 | 46 | 31 | 39 | 2. kolo     |                             |                                                                                                   |
| 1976-77 | Divizia B           | 3        | 34 | 15 | 6  | 13 | 53 | 36 | 36 |             |                             |                                                                                                   |
| 1977-78 | Divizia B           | 1        | 34 | 22 | 7  | 5  | 80 | 25 | 51 |             |                             | Postup                                                                                            |
| 1978-79 | Divizia A           | 5        | 34 | 17 | 4  | 13 | 42 | 38 | 38 | 1. kolo     |                             |                                                                                                   |
| 1979-80 | Divizia A           | 4        | 34 | 18 | 3  | 13 | 57 | 51 | 39 | 1. kolo     |                             | Nejlepší umístění klubu v historii                                                                |
| 1980-81 | Divizia A           | 17       | 34 | 10 | 6  | 18 | 37 | 62 | 26 | 1. kolo     |                             | Sestup                                                                                            |
| 1981-82 | Divizia B           | 2        | 34 | 17 | 7  | 10 | 71 | 36 | 41 | Finále      |                             |                                                                                                   |
| 1982-83 | Divizia B           | 1        | 34 | 21 | 5  | 8  | 83 | 29 | 47 |             | Pohár vítězů pohárů 1. kolo | Postup                                                                                            |
| 1983-84 | Divizia A           | 15       | 34 | 12 | 6  | 16 | 40 | 59 | 30 | 1. kolo     |                             |                                                                                                   |
| 1984-85 | Divizia A           | 17       | 34 | 11 | 4  | 19 | 30 | 46 | 26 | Čtvrtfinále |                             | Sestup                                                                                            |
| 1985-86 | Divizia B           | 2        | 34 | 20 | 8  | 6  | 65 | 29 | 48 |             |                             |                                                                                                   |
| 1986-87 | Divizia B           | 2        | 34 | 19 | 6  | 7  | 69 | 22 | 46 |             |                             |                                                                                                   |
| 1987-88 | Divizia B           | 4        | 34 | 15 | 6  | 13 | 43 | 32 | 36 | 2. kolo     |                             |                                                                                                   |
| 1988-89 | Divizia B           | 6        | 34 | 16 | 4  | 14 | 62 | 51 | 36 |             |                             |                                                                                                   |
| 1989-90 | Divizia B           | 3        | 34 | 16 | 7  | 11 | 50 | 26 | 39 |             |                             |                                                                                                   |
| 1990-91 | Divizia B           | 4        | 34 | 18 | 4  | 12 | 84 | 42 | 40 |             |                             |                                                                                                   |
| 1991-92 | Divizia B           | 2        | 34 | 22 | 6  | 6  | 75 | 26 | 50 |             |                             |                                                                                                   |
| 1992-93 | Divizia B           | 6        | 34 | 16 | 3  | 15 | 70 | 51 | 35 | Semifinále  |                             |                                                                                                   |
| 1993-94 | Divizia B           | 1        | 34 | 25 | 6  | 3  | 94 | 42 | 56 |             |                             | Postup                                                                                            |
| 1994-95 | Divizia A           | 17       | 34 | 6  | 9  | 19 | 34 | 69 | 27 | Čtvrtfinále |                             | Sestup                                                                                            |
| 1995-96 | Divizia B           | 13       | 34 | 14 | 3  | 17 | 46 | 53 | 45 |             |                             |                                                                                                   |
| 1996-97 | Divizia B           | 14       | 34 | 12 | 7  | 15 | 44 | 49 | 43 |             |                             |                                                                                                   |
| 1997-98 | Divizia B           | 3        | 34 | 18 | 6  | 10 | 65 | 36 | 60 | 1. kolo     |                             |                                                                                                   |
| 1998-99 | Divizia B           | 17       | 34 | 11 | 6  | 17 | 45 | 53 | 39 |             |                             | Sestup                                                                                            |
| 1999-00 | Divizia C           | 1        | 30 | 22 | 6  | 2  | 80 | 23 | 72 |             |                             | Postup                                                                                            |
| 2000-01 | Divizia B           | 2        | 30 | 18 | 5  | 7  | 50 | 22 | 59 | 2. kolo     |                             | Výhra v play-off, tým nechal postup klubu FCM Bacău, který musel Baia Mare zaplatit 1 milion USD. |
| 2001-02 | Divizia B           | 2        | 30 | 19 | 6  | 5  | 60 | 21 | 63 |             |                             | Prohra v play-off                                                                                 |
| 2002-03 | Divizia B           | 14       | 28 | 7  | 5  | 16 | 26 | 42 | 26 | 2. kolo     |                             |                                                                                                   |
| 2003-04 | Divizia B           | 15       | 30 | 4  | 3  | 23 | 30 | 86 | 15 |             |                             | Sestup                                                                                            |
| 2004-05 | Divizia C           | 9        | 24 | 12 | 6  | 6  | 38 | 18 | 35 |             |                             |                                                                                                   |
| 2005-06 | Divizia C           | 1        | 24 | 19 | 1  | 4  | 52 | 13 | 58 |             |                             | Postup                                                                                            |
| 2006-07 | Liga II             | 16       | 34 | 9  | 8  | 17 | 27 | 54 | 35 |             |                             | Sestup                                                                                            |
| 2007-08 | Liga III - Seria VI | 3        | 34 | 19 | 7  | 8  | 63 | 26 | 64 | 1. kolo     |                             |                                                                                                   |
| 2008-09 | Liga III - Seria VI | 1        | 34 | 25 | 7  | 2  | 65 | 16 | 82 |             |                             | Postup                                                                                            |
| 2009-10 | Liga II - Seria II  | 8        | 32 | 11 | 11 | 10 | 34 | 35 | 44 |             |                             |                                                                                                   |

## FC Baia Mare vs. Real Madrid (Pohár vítězů pohárů 1982/83)

### 1. zápas
- 15. září 1982; Baia Mare, Stadionul Dealul Florilor, diváků: 25 000

FC Baia Mare – Real Madrid 0 : 0
FC Baia Mare: Vasile Moldovan – Imre Szepi, Ioan Tătăran, Miron Borz, Alexandru Koller – Radu Pamfil, Marin Sabău, Lucian Bălan, Constantin Dragomirescu – Adalbert Rozsnyai (69' Viorel Buzgău), Andrei Ene; Coach: Paul Popescu
Real Madrid: Agustín Rodríguez Santiago – John Metgod (76' Alfonso Fraile Sanchez), Francisco Bonet Serrano, Juan José Jiménez Collar, José Antonio Camacho Alfaro – Ricardo Gallego Redondo, Ángel de Los Santos Cano, Ulrich Stielike, Isidro Díaz González – Carlos Alonso Gonzalez Santillana; Coach: Alfredo Di Stéfano

### Odveta
- 29. září 1982; Madrid, Estadio Santiago Bernabéu, diváků: 45 000

Real Madrid – FC Baia Mare 5 : 2 
0 : 1 Alexandru Koller (12'); 1 : 1 Juan Gómez Gonzalez Juanito (16'); 2 : 1 Isidro Diaz Gonzalez (33'); 3 : 1 Francisco Garcia Hernandez (45'); 4 : 1 Carlos Alonso Gonzalez Santillana (47'), 5 : 1 John Metgod (48'); 5 : 2 Viorel Buzgău (89')
Real Madrid: Agustin Rodriguez Santiago – John Metgod, Francisco Bonet Serrano, Juan José Jimenez Collar, José Antonio Camacho Alfaro – Ricardo Gallego Redondo, Angel de Los Santos Cano, Francisco Garcia Hernandez, Isidro Diaz Gonzalez (85' Juan Alberto Acosta) – Carlos Alonso Gonzalez Santillana (66' Andrés Alonso Ito), Juan Gómez Gonzalez Juanito; Coach: Alfredo Di Stéfano
FC Baia Mare: Vasile Moldovan – Vasile Ignat, Ioan Tătăran, Ioan Hotico, Alexandru Koller – Radu Pamfil, Marin Sabău, Lucian Bălan, Constantin Dragomirescu (52' Viorel Buzgău) – Gheorghe Tulba, Andrei Ene (52' Adalbert Rozsnyai); Coach: Paul Popescu

## All Stars Team
- Daniel Ariciu – Imre Szepi, Vasile Gergely, Vasile Zavoda, Alexandru Koller – Lucian Bălan, Ioan Tătăran, Vasile Miriuță, Anton Weissenbacher – Francisc Zavoda, Mircea Sasu
- Trenér: Viorel Mateianu
- Náhradníci : Vasile Moldovan, Leontin Grozavu, Ioan Condruc, Romulus Buia, Gheorghe Tulba, Adalbert Rozsnyai, Alexandru Terheș, Marin Sabou

## Statistiky — domácí ligy
Souhrnné statistiky sezón ke konci sezóny 2009/10
|                    | Body | Z    | V   | R   | P   | VG   | IG   |
| ------------------ | ---- | ---- | --- | --- | --- | ---- | ---- |
| Liga I (7 sezón)   | 201  | 230  | 83  | 35  | 112 | 267  | 370  |
| Liga II (48 sezón) | 1625 | 1442 | 680 | 265 | 497 | 2308 | 1696 |
| Liga III (6 sezón) | 266  | 170  | 113 | 30  | 27  | 353  | 122  |

## Statistiky — evropské poháry
|                                | Body | Z | V | R | P | VG | IG |
| ------------------------------ | ---- | - | - | - | - | -- | -- |
| Pohár vítězů pohárů (1 sezóna) | 1    | 2 | 0 | 1 | 1 | 2  | 5  |

## Slavní hráči
Brankáři
- Necula Răducanu – 61 zápasů za Rumunsko, včetně zápasy na Mistrovství světa v roce 1970. Také hrál za kluby Rapid Bukurešť a Steaua Bukurešť.

Obránci
- Vasile Zavoda – 20 zápasů za Rumunsko, také hrál za klub Steaua Bukurešť;
- Vasile Gergely – 36 zápasů za Rumunsko, včetně zápasy na Mistrovství světa v roce 1970. Také hrál za kluby Dinamo Bukurešť a Hertha BSC Berlin;
- Ioan Tătăran – hrál za klub Steaua Bukurešť;
- Anton Weissenbacher – vítěz Poháru mistrů evropských zemí (dnes Liga mistrů UEFA) s klubem Steaua Bukurešť;
- Leontin Grozavu – 1 zápas za Rumunsko, také hrál za kluby Dinamo Bukurešť a 1. FC Saarbrücken.

Záložníci
- Lucian Bălan – vítěz Poháru mistrů evropských zemí (dnes Liga mistrů UEFA) a Superpoháru s klubem Steaua Bukurešť. Také hrál za kluby K. Beerschot VAC a Real Murcia;
- Vasile Miriuță – 9 zápasů za Maďarsko, také hrál za kluby Dinamo Bukurešť, Ferencvárosi TC, FC Energie Cottbus a MSV Duisburg;
- Daniel Rednic – hrál za klub Dinamo Bukurešť.

Útočníci
- Francisc Zavoda – 8 zápasů za Rumunsko, také hrál za klub Steaua Bukurešť;
- Mircea Sasu – 9 zápasů za Rumunsko, také hrál za kluby UT Arad, Dinamo Bukurešť a Fenerbahçe SK;
- Zoltan Crișan – 46 zápasů za Rumunsko, také hrál za klub FC Universitatea Craiova;
- Alexandru Terheș – 3 zápasy za Rumunsko;
- Romulus Buia – 2 zápasy za Rumunsko, také hrál za kluby K.F.C. Germinal Beerschot, FC Universitatea Craiova a Dinamo Bukurešť;

## Slavní trenéři
- Gyula Bíró – trénoval v několika zemích včetně Maďarska, Německa, Rumunska, Polska, Španělska a Mexika;
- Florin Halagian – vyhrál několikrát Ligu I s klubama FC Argeș Pitești a Dinamo Bukurešť;
- Ștefan Onisie – vyhrál jednou Ligu I s klubem Dinamo Bukurešť;
- Viorel Mateianu – trénoval FC Baia Mare v průběhu jejich zlaté éry;
- Dumitru Nicolae Nicușor – vyhrál několikrát Ligu I s klubem Dinamo Bukurešť;
- Ion Nunweiller – vyhrál dvakrát Ligu I s klubem Dinamo Bukurešť;
- Ioan Sdrobiș – dobře známý díky podpoře mládeže, např. objevil slavného rumunského fotbalistu Cristiana Chivu.

## Úspěchy
- Liga I:

Vítězství (0)
Nejlepší umístění : 4. místo 1979–80
- Liga II:

Vítězství (4): 1963–64, 1977–78, 1982–83, 1993–94
2. místo (11): 1959–60, 1960–61, 1965–66, 1966–67, 1971–72, 1981–82, 1985–86, 1986–87, 1991–92, 2000–01, 2001–02
- Liga III:

Vítězství (4): 1956, 1999–00, 2005–06, 2008–09
- Rumunský fotbalový pohár:

Vítězství (0)
2. místo (2): 1958–59, 1981–82